# Série de championnat de la Ligue nationale de baseball 2001
La Série de championnat de la Ligue nationale de baseball 2001 était la série finale de la Ligue nationale de baseball, dont l'issue a déterminé le représentant de cette ligue à la Série mondiale 2001, la grande finale des Ligues majeures.
Cette série quatre de sept débute le mardi 16 octobre 2001 et se termine le dimanche 21 octobre par une victoire des Diamondbacks de l'Arizona, quatre victoires à une sur les Braves d'Atlanta. Arizona, une franchise qui n'est qu'à sa quatrième année d'existence, devient l'équipe ayant atteint le plus rapidement cette ronde éliminatoire, et devient ensuite la franchise ayant le plus rapidement remporté le titre de champion de la ligue puis de champion du monde.
La saison de baseball 2001 ayant été interrompue pendant quelques jours après les attaques terroristes du 11 septembre, cette Série de championnat de la Ligue nationale était à ce moment celle ayant débuté le plus tardivement dans l'année. La Série de championnat 2001 de la Ligue américaine s'amorce quant à elle le lendemain, 17 octobre.

## Équipes en présence
Deux ans après avoir remporté pour la première fois de l'histoire de leur franchise le championnat de la division Ouest de la Ligue nationale, avec une saison de 100 victoires, les Diamondbacks de l'Arizona se hissent en 2001 au sommet de leur section pour la seconde fois, terminant le calendrier régulier avec 92 gains contre 70 défaites, détrônant les Giants de San Francisco, laissés deux parties derrière. Opposés aux Cardinals de Saint-Louis, qualifiés pour les éliminatoires comme meilleurs deuxièmes grâce à 93 victoires contre 69 défaites, ils privent ces derniers d'une seconde présence de suite en Série de championnat en prévalant dans le maximum de cinq parties en Série de divisions. Les Diamondbacks accèdent à la finale de la Ligue nationale à leur quatrième année d'existence seulement. C'est la franchise ayant atteint cette étape le plus rapidement dans son histoire. Ils deviendront aussi l'équipe ayant atteint, puis remporté, la Série mondiale le plus rapidement, puisque après avoir éliminé Atlanta ils priveront les Yankees de New York d'un quatrième titre consécutif en remportant une excitante Série mondiale 2001.
De leur côté, les Braves d'Atlanta remportent le dixième de leur série record de 14 titres de section consécutifs, terminant en tête de la division Est, mais avec un dossier-victoires défaites moins reluisant (88-74) qu'à l'habitude, et avec seulement deux matchs de priorité sur les Phillies de Philadelphie. Éliminés en 2000 dès la première ronde éliminatoire, les Braves font leur retour en Série de championnat de la Ligue nationale en triomphant en seulement trois matchs de Série de divisions des Astros de Houston, champions de la division Centrale avec une fiche de 93-69.
Menés en offensive par Luis González, qui vient de connaître une magnifique saison de 57 coups de circuit et 142 points produits, les D-Backs ont un solide personnel de lanceurs partants comprenant l'as Curt Schilling et Randy Johnson, qui remporte en 2001 son quatrième trophée Cy Young et le troisième de quatre trophées consécutifs du meilleur lanceur. Atlanta n'est pas en reste avec trois lauréats du Cy Young : Greg Maddux, Tom Glavine et John Smoltz.

## Déroulement de la série

### Calendrier des rencontres
| Match | Date       | Visiteur         | Hôte                      | Score  |
| ----- | ---------- | ---------------- | ------------------------- | ------ |
| 1     | 16 octobre | Braves d'Atlanta | Diamondbacks de l'Arizona | 0 - 2  |
| 2     | 17 octobre | Braves d'Atlanta | Diamondbacks de l'Arizona | 8 - 1  |
| 3     | 19 octobre | Braves d'Atlanta | Diamondbacks de l'Arizona | 5 - 1  |
| 4     | 20 octobre | Braves d'Atlanta | Diamondbacks de l'Arizona | 11 - 4 |
| 4     | 21 octobre | Braves d'Atlanta | Diamondbacks de l'Arizona | 3 - 2  |

### Match 1
Mardi 16 octobre 2001 au Bank One Ballpark, Phoenix, Arizona.
| Braves d'Atlanta                                                                                              | 0 | 0 | 0 | 0 | 0 | 0 | 0 | 0 | 0 | 0 | 3 | 1 |
| Diamondbacks de l'Arizona                                                                                     | 1 | 0 | 0 | 0 | 1 | 0 | 0 | 0 | X | 2 | 8 | 0 |
| Lanceurs partants : ATL : Greg Maddux ARI : Randy Johnson Vic. : Randy Johnson (1-0) Déf. : Greg Maddux (0-1) |   |   |   |   |   |   |   |   |   |   |   |   |

### Match 2
Mercredi 17 octobre 2001 au Bank One Ballpark, Phoenix, Arizona.
| Braves d'Atlanta | 1 | 0 | 0 | 0 | 0 | 0 | 2 | 5 | 0 | 8 | 8 | 0 |
| Diamondbacks de l'Arizona | 0 | 0 | 0 | 0 | 0 | 1 | 0 | 0 | 0 | 1 | 5 | 1 |
| Lanceurs partants : ATL : Tom Glavine ARI : Miguel Batista Vic. : Tom Glavine (1-0) Déf. : Miguel Batista (0-1) HRs : ATL : Marcus Giles (1), Javy López (1), B. J. Surhoff (1) |   |   |   |   |   |   |   |   |   |   |   |   |

### Match 3
Vendredi 19 octobre 2001 à Turner Field, Atlanta, Géorgie.
| Diamondbacks de l'Arizona                                                                                         | 0 | 0 | 2 | 0 | 3 | 0 | 0 | 0 | 0 | 5 | 9 | 1 |
| Braves d'Atlanta                                                                                                  | 0 | 0 | 0 | 1 | 0 | 0 | 0 | 0 | 0 | 1 | 4 | 1 |
| Lanceurs partants : ARI : Curt Schilling ATL : John Burkett Vic. : Curt Schilling (1-0) Déf. : John Burkett (0-1) |   |   |   |   |   |   |   |   |   |   |   |   |

### Match 4
Samedi 20 octobre 2001 à Turner Field, Atlanta, Géorgie.
| Diamondbacks de l'Arizona | 0 | 0 | 4 | 2 | 0 | 0 | 0 | 1 | 4 | 11 | 12 | 0 |
| Braves d'Atlanta | 1 | 1 | 0 | 0 | 0 | 0 | 1 | 1 | 0 | 4  | 13 | 4 |
| Lanceurs partants : ARI : Albie Lopez ATL : Greg Maddux Vic. : Brian Anderson (1-0) Déf. : Greg Maddux (0-2) Sauv. : Byung-Hyun Kim (1) HRs : ARI : Luis González (1) ATL : Andruw Jones (1) |   |   |   |   |   |   |   |   |   |    |    |   |

### Match 5
Dimanche 21 octobre 2001 à Turner Field, Atlanta, Géorgie.
| Diamondbacks de l'Arizona | 0 | 0 | 0 | 1 | 2 | 0 | 0 | 0 | 0 | 3 | 6 | 1 |
| Braves d'Atlanta | 0 | 0 | 0 | 1 | 0 | 0 | 1 | 0 | 0 | 2 | 7 | 1 |
| Lanceurs partants : ARI : Randy Johnson ATL : Tom Glavine Vic. : Randy Johnson (2-0) Déf. : Tom Glavine (1-1) Sauv. : Byung-Hyun Kim (2) HRs : ARI : Erubiel Durazo (1) ATL : Julio Franco (1) |   |   |   |   |   |   |   |   |   |   |   |   |

## Joueur par excellence
Le joueur de deuxième but des Diamondbacks de l'Arizona, Craig Counsell, est nommé joueur par excellence de la Série de championnat 2001 de la Ligue nationale de baseball. Il montre une moyenne au bâton de ,381 dans les cinq parties opposant son équipe aux Braves d'Atlanta. Counsell réussit huit coups sûrs, dont trois doubles, avec quatre points produits, cinq points marqués et un vol de but.